# The Lone Wolf in Mexico
The Lone Wolf in Mexico es una película de aventura - misterio en blanco-y-negro de 1947 dirigida por D. Ross Lederman para Columbia Pictures. Tiene a Gerald Mohr como personaje principal, el detective Lobo Solitario. Cronológicamente es la penúltima película de Lobo Solitario en la serie teatral de Columbia, seguida por El Lobo Solitario en Londres más tarde en 1947 y El Lobo Solitario y su dama en 1949.

## Trama
El exladrón de joyas Michael Lanyard (El Lobo Solitario) (Gerald Mohr) junto con su mayordomo, Jamison (Eric Blore), van a México de vacaciones. Lanyard, una vez que un ladrón ha estado trabajando como investigador privado. Liliane Dumont (Jacqueline deWit), una de las antiguas llamas de Lobo Solitario, y la Sra. Van Weir (Winifred Harris) invitan a Lanyard y Jamison a cenar en el club nocturno El Paseo de Henderson (John Gallaudet) Conocen a Sharon Montgomery (Sheila Ryan),  esposa de un joyero y adicta al juego, que ha perdido una fortuna en el casino.
Leon Dumont (Bernard Nedell), el marido de DeWit, intenta reclutar a Lanyard en un robo de joyas. Jamison lleva a Montgomery a su casa, pero cuando él no está mirando, ella desliza un valioso compacto en el bolsillo de su abrigo. Después de que el Lobo Solitario roba un collar, descubre que es falso y lo vuelve a colocar en la caja fuerte del club nocturno.
Cuando Dumont es asesinado, Montgomery acusa a Lanyard del asesinato y a Jamison de robar su compacto. La Sra. Van Weir también está muy endeudada con Henderson exigiendo su precioso collar para compensar sus pérdidas en el juego. Montgomery chantajea a Henderson e intenta advertir a Lanyard pero también es asesinado, no dejándole ninguna alternativa, debe localizar al cerebro criminal que está detrás de los asesinatos.
La Sra. Van Weir conspira con Henderson pero su inútil collar es lo que la delata y Lanyard llama a la policía para llevar a Hnederson y Van Weir, el verdadero asesino a la justicia.

## Reparto
- Gerald Mohr como Michael Lanyard
- Sheila Ryan como Sharon Montgomery
- Jacqueline deWit como Liliane Dumont
- Eric Blore como Jamison
- Nestor Paiva como Carlos Rodríguez
- John Gallaudet como Henderson
- Bernard Nedell como Leon Dumont
- Winifred Harris como la Sra. Van Weir
- Peter Brocco como Emil
- Alan Edwards como Charles Montgomery
- Fred Godoy como el capitán Méndez
- Jose Portugal como el policía

## Producción
The Lone Wolf in Mexico fue dirigida por D. Ross Lederman y escrita por Martin Goldsmith, Maurice Tombragel y Phil Magee. Después de que un enfermizo Warren Williams decidiera dejar de interpretar al detective Michael Landyard, también conocido como Lobo Solitario, Gerald Mohr fue contratado por Columbia Pictures, la productora y la distribuidora, para interpretar al personaje en  El Lobo Solitario Famoso (1946) y El Lobo Solitario en Londres (1947), así como The Lone Wolf in Mexico. El Lobo Solitario en México fue la penúltima película del Lobo Solitario en la que Mohr interpretó el personaje principal. La fotografía principal, con el título de trabajo de La invitación de Lobo Solitario al asesinato, comenzó el 4 de septiembre de 1946 y finalizó el 18 de septiembre de 1946, llevándose a cabo en México.

## Acogida
El Lobo Solitario en México se estrenó en Estados Unidos el 16 de enero de 1947. Con un guion escrito para que fuese un "éxito" de taquilla, la película siguió proyectándose en los cines americanos hasta al menos el 21 de julio de 1947. La siguieron El Lobo Solitario en Londres (1947) y El Lobo Solitario y su dama (1949), después de lo cual Columbia decidió dar por finalizada la serie de películas basadas en el personaje. La Guía de Entretenimiento de Películas y Videos de Blockbusters 1999 encontró que la película era sólo «más o menos».